# Radio RAM
Radio RAM (skrót od: Radio – Aktywne – Miasto) – miejska, regionalna, publiczna rozgłośnia radiowa, działająca we Wrocławiu. Właścicielem marki i podmiotem odpowiedzialnym za działanie Radia RAM jest Radio Wrocław SA. Nadaje na częstotliwości 89,8 FM. Według raportu Radio Track Kantar Polska w okresie listopad 2021 – kwiecień 2023 słuchalność radia RAM wynosiła 7,7%, co dało rozgłośni czwarte miejsce w mieście po RMF FM, TOK FM i  radiu Eska Wrocław
Radio RAM zaczęło nadawać swój 24-godzinny program 6 grudnia 2000. Powstało na częstotliwości i na bazie Programu Miejskiego Radia Wrocław, który nadawał od 2 listopada 1992 roku. Radio RAM w swoim programie skupia się na muzyce z gatunków: smooth jazz, funk, soul, world music, indie pop, lounge, latino. Nadaje wiadomości lokalne, opowiada o społeczności lokalnej i ofercie kulturalnej Wrocławia. 
Stacja co roku wydaje płyty z serii „RAM Café”, będące kompilacją muzyki granej na antenie, ich autorem jest szef muzyczny Piotr Bartyś.
Swoim zasięgiem rozgłośnia obejmuje Wrocław i przygraniczne gminy.